# Lake Isabella
Lake Isabella är en by (village) i Isabella County i Michigan. Enligt 2010 års folkräkning hade Lake Isabella 1 681 invånare.